# Julien Mahé
Pour les articles homonymes, voir Mahé.
Julien Mahé, né le 23 avril 1983, à Carhaix-Plouguer, en France, est un entraîneur français de basket-ball.

## Biographie

### Élan sportif chalonnais (2004-2006)
En 2004, il intègre l'Élan sportif chalonnais à sa sortie de formation STAPS (à Rennes) où il passe par le Centre de formation et d'apprentissage (CFA) du club jusqu'en 2006.

### Chalon Basket Club (2006-2008)
Il devient entraîneur des filles du Chalon Basket Club de 2006 à 2008.

### JDA Dijon (2008-2013)
En 2008, il entre au club de la JDA Dijon où il est successivement entraîneur des espoirs (jusqu'en 2010), puis entraîneur de l'équipe première par intérim (deux matchs : deux défaites) lors de la saison 2009-2010, puis responsable du centre de formation et pour finir entraîneur adjoint de l'équipe professionnelle jusqu'en 2013.

### BCM Gravelines Dunkerque (2013-2018)
Il intègre cette même année le club du BCM Gravelines Dunkerque où il devient entraîneur de l'équipe espoir et également entraîneur adjoint de Christian Monschau.
En 2017, il est promu entraîneur du club gravelinois pour la saison 2017-2018.

### Saint-Quentin Basket Ball (2020-2025)
Le 5 février 2020, il prend les rênes de l'équipe de Saint-Quentin Basket ball alors avant-dernier de Pro B et finit les deux saisons suivantes a la troisième place de celle-ci.
À l'issue de la saison 2022-2023, Saint-Quentin est champion de Pro B et monte en Pro A (Betclic Elite).
Ses cinq saisons à Saint-Quentin sont des succès. L'équipe se qualifie en particulier pour les playoffs lors de la saison 2023-2024.

### Nanterre 92 (depuis 2025)
Après la saison 2024-2025, il est engagé à partir de la saison 2025-2026 par le club de Nanterre 92 pour trois saisons,.

## Palmarès
- Trophée du meilleur entraineur de Pro B en 2023
- Sélectionné en tant que entraîneur adjoint lors du All-star-Game 2022 avec l'équipe Monde[7]
- Trophée du meilleur entraineur de Pro B en 2021[8]
- Trophée du Futur espoirs en 2014 et 2015[9]
- Champion de France Espoirs 2014[9]